# Puchar Kontynentu
Puchar Kontynentu imienia Wiktora Tichonowa (ros. Кубок Континента имени Виктора Тихонова) – trofeum przyznawane za uzyskanie największej liczbie punktów w sezonie zasadniczym w hokejowych rozgrywkach Kontinientalnaja Chokkiejnaja Liga (KHL) w Rosji.

## Historia
Nagroda została wprowadzona w drugiej edycji KHL. Nazwa trofeum została wyłoniona w drodze głosowania na oficjalnej stronie internetowej rozgrywek. W sezonie 2011/2012 trofeum zdobył Traktor Czelabińsk, W sezonie 2013/2014 Dinamo Moskwa, a w 2014/2015 CSKA Moskwa.
W listopadzie 2015 władze KHL postanowiły o nazwaniu Pucharu Kontynentu imieniem zmarłego rok wcześniej Wiktora Tichonowa.
Od początku istnienia KHL do sezonu 2017/2018 każdorazowo najlepszy zespół sezonu zasadniczego (zdobywca Pucharu Kontynentu) nie zdołał następnie zwyciężyć w fazie play-off (o Puchar Gagarina). W sezonie 2018/2019 po raz pierwszy CSKA Moskwa zdobył zarówno Puchar Kontynentu, jak i Puchar Gagarina. W edycji 2019/2020 drużyna CSKA zdobyła Puchar po raz piąty.
W sezonie 2020/2021 rozstrzygnięcie dotyczące zdobywcy trofeum nastąpiło w ostatniej kolejce sezonu zasadniczego, gdy CSKA Moskwa pokonując na wyjeździe AK Barsa Kazań, wyprzedził tego rywala i zajął pierwsze miejsce (wynik 0:1, zdobywca gola: Artiom Siergiejew).
Z uwagi na skrócenie sezonu zasadniczego w edycji KHL (2021/2022) podjęto decyzję o nie przyznaniu Pucharu Kontynentu.

## Zdobywcy
| Sezon     | Zdobywca                      | Konferencja                   | Mecze                         | Punkty                        |
| --------- | ----------------------------- | ----------------------------- | ----------------------------- | ----------------------------- |
| 2009/2010 | Saławat Jułajew Ufa           | Wschód                        | 56                            | 129                           |
| 2010/2011 | Awangard Omsk                 | Wschód                        | 54                            | 118                           |
| 2011/2012 | Traktor Czelabińsk            | Wschód                        | 54                            | 114                           |
| 2012/2013 | SKA Sankt Petersburg          | Zachód                        | 52                            | 115                           |
| 2013/2014 | Dinamo Moskwa                 | Zachód                        | 54                            | 115                           |
| 2014/2015 | CSKA Moskwa                   | Zachód                        | 60                            | 139                           |
| 2015/2016 | CSKA Moskwa                   | Zachód                        | 60                            | 127                           |
| 2016/2017 | CSKA Moskwa                   | Zachód                        | 60                            | 137                           |
| 2017/2018 | SKA Sankt Petersburg          | Zachód                        | 56                            | 138                           |
| 2018/2019 | CSKA Moskwa                   | Zachód                        | 62                            | 106                           |
| 2019/2020 | CSKA Moskwa                   | Zachód                        | 62                            | 94                            |
| 2020/2021 | CSKA Moskwa                   | Zachód                        | 60                            | 91                            |
| 2021/2022 | Zdobywca nie został wyłoniony | Zdobywca nie został wyłoniony | Zdobywca nie został wyłoniony | Zdobywca nie został wyłoniony |
| 2022/2023 | SKA Sankt Petersburg          | Zachód                        | 68                            | 105                           |
| 2023/2024 | Dinamo Moskwa                 | Zachód                        | 68                            | 98                            |
| 2024/2025 | Łokomotiw Jarosław            | Zachód                        | 68                            | 102                           |